# نینیما
نینیما الهه‌ای بین‌النهرینی و یکی از درباریان انلیل بود. او همچنین در اسطوره انکی و نینماه و در گونه‌ای از انکی و نینهورساگ دیده می‌شود.

## شخصیت
تاریخچه نینیما طولانی و پیچیده توصیف شده است.

## ارتباط با سایر خدایان
تا سال ۱۹۹۹، تنها متن شناخته‌شده‌ای که مستقیما به اصل‌ونسب نینیما اشاره می‌کرد، گونه‌ای از اسطوره انکی و نینهورساگ بود که طبق آن والدینش انکی و نینکورا هستند. سرودی منتشر شده در سال ۲۰۱۹ نیز این خدا را به عنوان پدرش معرفی می‌کند، هرچند به‌طور غیرمستقیم، اما مادرش بی‌نام مانده است. در اوروکِ دوره سلوکی، نینیما به عنوان یکی ازهفت فرزند انمشارا در نظر گرفته شد.

## پرستش
قدیمی‌ترین گواهی نینیما مدخلی در فهرست خدای به دست آمده در فارایِ دوره دوره آغازین دودمانی است. او عمدتاً با شهر نیپور مرتبط بود  و در آنجا پیش از ظهور امپراتوری اکد در هزاره سوم پیشا دوران مشترک پرستش می‌شد. او در فهرست پیش‌کش‌های به دست آمده در این شهر و پوزریش-داگان در دوره سلسله سوم اور به خوبی گواهی شده است.

## ادبیات
نینیما در ادبیات بین‌النهرین به ندرت گواهی شده است. یک سرود قدیمی بابلی که بر نقش او به‌عنوان یک کاتب الهی متمرکز است، تا  سال ۲۰۱۹ تنها قطعهٔ شناخته‌شده‌ای بود که به او تقدیم شده بود، اگرچه ارجاعاتی به یک مرثیه منتشر نشده از دوره اور سوم نیز در ادبیات آشورشناسی دیده می‌شود. از آن زمان، تنها یک سرود دیگر که به او تقدیم شده، شناسایی شده است. این متن، افزون بر توصیف نقش‌های معمول نینیما، او را به عنوان مشاور خداییان مختلف از جمله انکی و اینانا نیز به تصویر می‌کشد، که در این تصنیف با لقب in-nin9، «معشوقه» (معمولاً در متن‌هایی استفاده می‌شود که شخصیت جنگجوی او را برجسته می‌کنند)، به جای تئونیم او معرفی می‌شود. این سرود همچنین نینیما را به عنوان همسر نینورتا توصیف می‌کند و از او می‌خواهد که از طرف یک عبادت‌کننده با او میانجیگری کند. این شخص در سطرهای پایانی، پادشاه نانی (همچنین املای نانه) معرفی می‌شود، که همچنین از رویدادنامه تومال، شناخته شده است. در این رویدادنامه او در میان اعضای سلسله دوم اور شمارش می‌شود و ایجاد باغ اکور، معبد انلیل در نیپور به او نسبت داده می‌شود. کریستوفر متکالف معتقد است که در دوره بابلی باستان، زمانی که متن مورد بحث تصنیف شد، به او به عنوان یک شخصیت ادبی نگریسته می‌شد. جرمیا پترسون خاطرنشان می‌کند که در هیچ ترانه آیینی دیگری که در این دوره رایج بوده باشد، از هیچ فرمانروای تاریخی یا افسانه‌ایِ پیش از گودئا  یاد نشده است، و بر این اساس به طور آزمایشی حدس می‌زند که حضور نانی در این متن ممکن است نوعی رمزنگاری بر اساس شباهت نام او با واژه نانی، «کَسی»، باشد. به این صورت، تصنیف برای انتساب به هر حاکمی مناسب می‌شده است. چنین فرض می‌شود که هر دو سرود تقدیم شده به نینیما  تصنیف‌های دانشورانه باشند، و به گفتهٔ متکالف ممکن است ارتباطی با پرستش فعال این الهه نداشته باشند و هدف اصلی آنها «تجلیل از هنر نویسندهٔ محقق» باشد. با این حال، پترسون با این فرض موافق نیست، و اشاره می‌کند که حضور نینیما در فهرست‌های پیشکش، این امر را قابل قبول می‌سازد که سرودهای تقدیم شده به او به عنوان بخشی از آیین‌اش در گردش بوده باشد.
نینیما همچنین در اسطوره انکی و نینماه دیده می‌شود و یکی از هفت الهه‌ای است که به آفرینش انسان کمک می‌کنند. شش عضو باقیماندهٔ این گروه عبارتند از شوزیانا، نینمادا، نینشار، نینموگ، مومودو و نینیگینا. آنها در جای دیگری همراه با یکدیگر ظاهر نمی‌شوند و معیاری که بر اساس آن گردآورندگان این متن آنها را انتخاب کرده‌اند، ناشناخته است.. یاران نینماه را مجموعاً می‌توان شاسوراتو نامید. در فهرست‌های خدا، این گروه در مقام همتایان الهه‌های خارجی با شخصیت یکسان (هوتنا و هوتلورا در دین هوری و کوثرات در اوگاریت) در نظر گرفته می‌شدند.
اسطوره دیگری که از نینیما نام می‌برد انکی و نینهورساگ است که بر اساس آن، او دختر نینکورا و انکی و مادر اوتو است. در نسخه نیپور او غایب است و به جایش نینکورا اوتتو را به دنیا می آورد. مشخص نیست که چرا این الهه‌های خاص برای نقش‌های مربوط به خود انتخاب شده‌اند.